# عبد الفتاح بن سليمان المشاط
عبد الفتاح بن سليمان بن محمد مشاط نائباً لوزير الحج والعمرة بالمرتبة الممتازة منذ 24 أكتوبر 2017. هو أكاديمي ومدير لجامعة جدة في المملكة العربية السعودية منذ 23 يونيو 2016 حتى 24 أكتوبر 2017، شغل منصب وكيل جامعة الملك عبد العزيز للتطوير لمدة 4 سنوات من 2013-2016, وكلف عميداً لكلية الحاسبات وتقنية المعلومات بجامعة الملك عبد العزيز من 2012-2013. كذلك شغل منصب عميداً للقبول والتسجيل ست سنوات من 2006-2012. ومديراً لمركز تقنية المعلومات من 2004-2006

## ولادته ونشأته
ولد أ.د. عبد الفتاح بن سليمان مشاط في مكة المكرمة سنة 1386 هـ، ينحدر من أسرة علمية مكية عريقة هم بني المشاط المنافيين عبد القادر بن علي المشاط.

## مسيرته العملية

### الخبرات الأكاديمية
شغل الأستاذ الدكتور عبد الفتاح بن سليمان مشاط منصب مدير لجامعة جدة في فترة 2016 و2017، وقد شغل هذا المنصب بعد أن كان وكيل الجامعة للتطوير بـجامعة الملك عبد العزيز، وقبله أمضى عاماً واحداً كعميد لكلية الحاسبات وتقنية المعلومات، وخلال تلك الفترة قام بجهد ناجح في قيادة الكلية للحصول على الاعتماد الأكاديمي للبرامج الثلاثة بالكلية وذلك من خلال هيئة (ABET) الأمريكية، كما قام بجهد ملحوظ في تدعيم أوجه التعاون الدولي مع الكلية وذلك برعاية ودعم العديد من الاجتماعات العلمية الدولية.
وقبل شغله لمنصب عميد كلية الحاسبات وتقنية المعلومات أمضى عدة سنوات كعميد لعمادة القبول والتسجيل بالجامعة، وقد كان له الدور الرئيس في تطوير وتطبيق نظام حاسوبى إلكترونى متقدم تحت مسمى - أودس بلس
("On Demand University Service " ODUS Plus) حيث يتيح البرنامج إلكترونياً للطلاب التسجيل وإضافة وحذف المقررات الدراسية، كما يتيح للطلاب متابعة تقدمهم الدراسي وهذا من بين العديد من الوظائف الأخرى.
وفي إطار عمله كوكيل للجامعة للتطوير فإنه يدير كافة أنشطة الجامعة الخاصة بعمليات التخطيط والتطبيق والقياس والتحسين المستمر وتتضمن مسؤولياته أيضا إدارة العديد من المراكز والعمادات والإدارات والوحدات مثل مركز تطوير التعليم الجامعي، عمادة شؤون المكتبات، عمادة خدمة المجتمع والتعليم المستمر، إدارة العلاقات الثقافية، إدارة القياس والتقويم، إدارة الاعتماد الأكاديمي، إدارة المسؤولية الاجتماعية وخدمة المجتمع، إدارة الجودة.
ويعرف عن أ.د. عبد الفتاح مشاط حرصه ونشاطه الكبير في الحصول على الاعتماد الأكاديمي للجامعة سواءٌ كان برامجياً أو مؤسسياً.
وقد حققت جامعة الملك عبد العزيز في هذا المجال مزيداً من الاعتمادات الأكايمية البرامجية، كما أنه حريص بشكل كبير على تحسين مركز الجامعة في التصنيفات العالمية للجامعات.
ونظرا لتعدد خبراته وإنجازاته فقد تم اختياره للمشاركة في عدد من مجالس الجامعات والمجالس العلمية بعدد من الجامعات السعودية، كما شارك في المجالس الاستشارية ببعض الجامعات على المستوى المحلي والعالمي، ومن بين مجالات اهتمامه الحالية تصميم وتطبيق مؤشرات الأداء الرئيسية لمختلف الأنشطة المتعددة بالجامعة.
وعمل أيضاً مستشاراً غير متفرغ في الرئاسة العامة لشؤون المسجد الحرام والمسجد النبوي لتطوير أنظمة الحكومة الإلكترونية من 2004 حتى 2013

### عضويات في جمعيات وهيئات علمية ولجان وطنية وخدمات اجتماعية
- المشرف العام على الخطة الاستراتيجية لجامعة الملك عبد العزيز الثالثة 2015م.
- عضو مجلس الامناء بجامعة الأمير محمد بن فهد منذ 2009.
- عضو مجلس الامناء بجامعة اليمامة منذ 2009-2012.
- عضو مجلس الامناء بكلية دار الحكمة 2005-2008.
- عضو اللجنة العلمية لمشروع تطوير الخطة الاستراتيجية بعيدة المدى لأعمال الحج والعمرة 2012.
- عضو اللجنة العليا للجامعة الالكترونية بالجامعة منذ 2006 وحتى الآن.
- رئيس اللجنة التنفيذية على الخطة الاستراتيجية الثالثة 2014 لجامعة الملك عبد العزيز.
- عضو اللجنة العليا للاشراف على الخطة الاستراتيجية الأولى والثانية.
- عضو اللجنة التنفيذية للخطة الاستراتيجة الثانية لجامعة الملك عبد العزيز.
- مستشار غير متفرغ لامارة منطقة مكة المكرمة لتطوير أنظمة الحاسبات بالامارة (1993-1992).
- مستشار غير متفرغ لوزارة الحج للنظم الالكترونية الحكومة منذ 2013م.
- أستاذ علم تقنية المعلومات بقسم تقنية المعلومات، كلية الحاسبات وتقنية المعلومات.
- مؤسس نظام الخدمات الجامعية الالكترونية عند الطلب ODUS.
- مشرف على رسالة الدكتوراة لأحدى طالبات الأشراف المشترك في مجال تطوير نظم التعليم عن بعد باستخدام الـ VR.
- باحث في قياس أداء الشبكات الفائقة السرعة، وعضو في مجموعة باحث شبكة ATM Multimedia بجامعة ليدز منذ 1994م.
- امين عام الفريق الأكاديمي الاستشاري لمعاهد العالمية لتّكنولوجية الحاسبات للمنطقة الغربية والشمالية بالمملكة.
- محكم للنظم الموزّعة وقياس الأداء بمؤتمر IFIP على عرض الأداء والتّقييم لشبكات ATM منذ 1998م.
- منسق مشاريع التخرج لقسم علوم الحاسبات منذ 2000م إلى 2002م.
- عضو المنظمة الالكترونية الهندسة الالكترونية الـ IEEE منذ عام 2001م
- عضو منظمة الـ ACM للحاسبات الآلية منذ عام 1999م
- باحث رئيسي للبحث المدعم من مدينة الملك عبد العزيز للعلوم والتقنية، (دراسة تحليل مرور شبكة الإنترنت وخاصة الوسائط المتعددة) عام 2001م
- باحث رئيسي للبحث المدعم من جامعة الملك عبد العزيز، (تطوير نظم لمحاكاة المرور) عا م 2001م.
- باحث رئيسي للبحث التطويري المدعم من جامعة الملك عبد العزيز (تطوير أنظمة وبرامج الحاسب بالجامعة) عام 2002م.
- باحث رئيسي لدراسة نظام ارشاد ومراقبة وتحكم لمناطق زحام الحجيج في الأراضي المقدسة.
- الأشراف على العديد من مشاريع التخرج بقسم علوم الحاسبات.
- رئيس لجنة تقييم المتعاونين بقسم علوم الحاسبات.
- رئيس لجنة الخدمات التعليمية الالكترونية منذ 2006م.
- رئيس فريق تطوير أنظمة الاتصال الإلكتروني ببرنامج الجوة الشاملة بالجامعة.
- رئيس لجنة تطوير النظم والبرامج بمركز الحاسب الآلي بجامعة الملك عبد العزيز.
- عضو لجنة التعليم عن بعد 2004-2005م
- عضو لجنة الخدمات التعليمية الالكترونية منذ 2003م.
- عضو اللجنة الدائمة للقبول والتسجيل منذ 2000م.
- عضو اللجنة الدائمة للطوارئ بالجامعة 2003-2004م.
- عضو اللجنة الدائمة للانتساب 1423هـ
- عضو اللجنة الدائمة لمكافئة الطلاب 1422هـ
- عضو اللجنة الدائمة لكلية الحاسبات (فرع المدينة) 1424هـ
- عضو اللجنة الدائمة للتجهيزات واللأثاث 2005م.
- عضو اللجنة الفنية لتطوير العملية التعليمية (التعليم الإلكتروني) بجامعة الملك عبد العزيز.
- عضو الجهاز التنفيذي لتطبيق برنامج الجودة الشاملة.
- عضو لجنة القبول بقسم علوم الحاسبات – كلية العلوم.
- عضو وحدة أصدقاء مركز تطوير التعليم الجامعي بحامعة الملك عبد العزيز.
- عضو مجلس كلية الحاسبات بجامعة الملك عبد العزيز (فرع المدينة المنورة) 1424هـ.
- امين المؤتمر الوطني السابع عشر للحاسب الآلي 1424هـ

## المؤهلات العلمية
يحمل أ.د. عبد الفتاح مشاط على درجة الأستاذية في علوم الحاسبات وتقنية المعلومات.
- 1999م شهادة الدكتوراه من جامعة ليدز في المملكة المتحدة في تخصص علوم الحاسب الآلي (نظام الوسائط المتعددة الموزعة)
- 1992م شهادة الماجستير من جتامعة ليدز في المملكة المتحدة في تخصص علوم الحاسب الآلي
- 1989م شهادة البكالوريرس في العلوم من جامعة الملك عبد العزيز تخصص علوم الحاسب الآلي

## البحث العلمي
ترأس أ.د. عبد الفتاح بن سليمان مشاط عدداً من المؤتمرات (مؤتمر تفاعل الإنسان والحاسوب 2012 - إسبانيا) والورش العلمية (Interaction Design in Educational Environments "IDEE" from 2012-2014).

### المنشورات العلمية
- قام أ.د. عبد الفتاح بن سليمان مشاط بنشر أكثر من 50 بحث علمي في مجلات علمية ومؤتمرات عالمية مرموقة في مجال التعليم والحاسب الآلي.